# Battlestar Galactica (sezonul 2)
Al doilea sezon al serialului de televiziune reimaginat științifico-fantastic Battlestar Galactica a avut premiera pe canalul Sci-Fi în Statele Unite la 25 iulie 2005 și s-a terminat pe 10 martie 2006. Sezonul a fost împărțit în două părți, fiecare conținând câte 10 episoade. "Sezonul 2.0" a fost transmis în premieră în perioada iulie - septembrie 2005 și  "Sezonul 2.5" în perioada ianuarie - martie 2006.

## Actori și personaje

### Personaje principale
- Edward James Olmos este William Adama
- Mary McDonnell este președintele Laura Roslin
- Katee Sackhoff este Kara "Starbuck" Thrace
- Jamie Bamber este Lee "Apollo" Adama
- James Callis este Gaius Baltar
- Tricia Helfer este Numărul Șase
- Grace Park este Sharon "Boomer" Valerii (Numărul Opt)
- Michael Hogan este Saul Tigh
- Aaron Douglas este Galen Tyrol
- Tahmoh Penikett este Karl "Helo" Agathon
- Nicki Clyne este Cally Henderson
- Kandyse McClure este Anastasia Dualla
- Paul Campbell este Billy Keikeya
- Alessandro Juliani este Felix Gaeta

### Personaje secundare
- Samuel Witwer este Alex "Crashdown" Quartararo
- Donnelly Rhodes este Sherman Cottle
- Rekha Sharma este Tory Foster
- Callum Keith Rennie este Leoben Conoy (Numărul Doi)
- Lucy Lawless este D'Anna Biers (Numărul Trei)
- Matthew Bennett este Aaron Doral (Numărul Cinci)
- Dean Stockwell este John Cavil (Numărul Unu)
- Rick Worthy este Simon (Numărul Patru)
- Richard Hatch este Tom Zarek
- Kate Vernon este Ellen Tigh
- Lorena Gale este Elosha
- Michael Trucco este Samuel Anders
- Michelle Forbes este Helena Cain
- Graham Beckel este Jack Fisk
- Leah Cairns este Margaret "Racetrack" Edmondson
- Bodie Olmos este Brendan "Hot Dog" Costanza
- Luciana Carro este Louanne "Kat" Katraine
- Alonso Oyarzun este Socinus
- Jennifer Halley este Diana "Hardball" Seelix

## Episoade
În lista următoare, Numărul de supraviețuitori se referă la numărul de oameni supraviețuitori militari și civili, număr care este oferit de-a lungul fiecărui episod. Titlurile în limba română nu sunt oficiale.
| Nr. în serial | Nr. în sezon | Titlu                                              | Regizat de           | Scris de                                                    | Premiera           | Nr. de supraviețuitori |
| --- | ------------ | -------------------------------------------------- | -------------------- | ----------------------------------------------------------- | ------------------ | ---------------------- |
| 14 | 1            | „Scattered Risipiți”                               | Michael Rymer        | David Weddle & Bradley Thompson                             | 15 iulie 2005      | 47.875                 |
| Președintele Coloniilor se află în celulă, iar Comandantul Adama la infirmerie; în acest timp secundul său, colonelul Tigh este nevoit să preia comanda navei Galactica. Criza se dezlănțuie când, după un salt superluminic, Galactica a ajuns la alte coordonate și s-a pierdut de restul flotei pe care a lăsat-o fără apărare în fața Cylonilor. |              |                                                    |                      |                                                             |                    |                        |
| 15 | 2            | „Valley of Darkness Valea Întunericului”           | Michael Rymer        | David Weddle & Bradley Thompson                             | 22 iulie 2005      | 47.874                 |
| O echipă de asalt Cylon se infiltrează la bordul navei în timp ce o echipă de oameni s-a prăbușit pe Kobol și se luptă pentru a rămâne în viață. |              |                                                    |                      |                                                             |                    |                        |
| 16 | 3            | „Fragged Misiune de salvare”                       | Sergio Mimica-Gezzan | Dawn Prestwich & Nicole Yorkin                              | 29 iulie 2005      | 47.862                 |
| Tigh, depășit de responsabilitatea pe care o presupune comanda unei asemenea nave, încearcă să calmeze tensiunile politice care apar în cadrul flotei. În cele din urmă declară legea marțială. |              |                                                    |                      |                                                             |                    |                        |
| 17 | 4            | „Resistance Rezistența”                            | Allan Kroeker        | Toni Graphia                                                | 5 august 2005      | 47,861                 |
| După ce Tigh impune legea marțială se declanșează proteste în cadrul flotei. Între timp, Starbuck și Helo descoperă alți supraviețuitori pe Caprica. |              |                                                    |                      |                                                             |                    |                        |
| 18 | 5            | „The Farm Ferma”                                   | Rod Hardy            | Carla Robinson                                              | 12 august 2005     | 47.857                 |
| Adama își revine și preia comanda. O parte a flotei se separă și împreună cu președintele Roslin fac saltul spre Kobol. Starbuck este rănită și este tratată la o fermă Cylon de copii-mașină. Starbuck (care a recuperat Săgeata lui Apollo), Helo și Cylon Boomer părăsesc în cele din urmă Caprica.                                               |              |                                                    |                      |                                                             |                    |                        |
| 19 | 6            | „Home (Partea 1) Acasă”                            | Sergio Mimica-Gezzan | David Eick                                                  | 19 august 2005     | 47.858                 |
| După ce Starbuck se întoarce cu Săgeata lui Apollo, Roslin începe să caute Mormântul lui Athena, care împreună cu Săgeata vor arăta drumul spre mitologica Terra. Între timp Adama se luptă să înlocuiască oamenii atrași de revolta lui Roslin. |              |                                                    |                      |                                                             |                    |                        |
| 20 | 7            | „Home (Partea a 2-a)”                              | Jeff Woolnough       | David Eick & Ronald D. Moore                                | 26 august 2005     | 47.855                 |
| Roslin și oamenii săi continuă căutările Mormântului lui Athena de pe planeta Kobol în timp ce Adama călătorește aici pentru a reuni flota și familiile. |              |                                                    |                      |                                                             |                    |                        |
| 21 | 8            | „Final Cut Montajul Final”                         | Robert Young         | Mark Verheiden                                              | 9 septembrie 2005  | 47.853                 |
| O jurnalistă ambițios din flotă are acces nelimitat pe Galactica și la echipajul său. Totul ca urmare a așa-zisului masacru de pe Gideon |              |                                                    |                      |                                                             |                    |                        |
| 22 | 9            | „Flight of the Phoenix Zborul Phoenixului”         | Michael Nankin       | David Weddle & Bradley Thompson                             | 16 septembrie 2005 | 47.853                 |
| Echipajul de pe Galactica se luptă cu un virus Cylon de computer care se răspândește în sistemele navei în timp ce Tyrol inițiază un proiect de construcție a unei noi navete de luptă. |              |                                                    |                      |                                                             |                    |                        |
| 23 | 10           | „Pegasus”                                          | Michael Rymer        | Anne Cofell Saunders                                        | 23 septembrie 2005 | 49.605                 |
| Odată cu sosirea navei Pegasus, flota este pe culmile bucuriei. Cu toate acestea, curând Adama începe să fie îngrijorat de acțiunile Amiralului Cain, ofițerul superior de la comanda naveiPegasus care, fiind mai mare în grad, preia conducerea flotei.                                                                                            |              |                                                    |                      |                                                             |                    |                        |
| 24 | 11           | „Resurrection Ship (Partea 1) Nava de reîncărcare” | Michael Rymer        | Poveste de: Anne Cofell Saunders Scenariu de: Michael Rymer | 6 ianuarie 2006    | 49.604                 |
| Conflictul dintre Galactica și Pegasus este amânat odată cu descoperirea unei nave importante a Cylonilor care trebuie neapărat distrusă. Fiind prea departe de planeta mamă, o clonă Cylon care moare trebuie să se descarce undeva pentru a reînvia, acest lucru îl face nava de reîncărcare.                                                      |              |                                                    |                      |                                                             |                    |                        |
| 25 | 12           | „Resurrection Ship (Partea a 2-a)”                 | Michael Rymer        | Michael Rymer & Ronald D. Moore                             | 13 ianuarie 2006   | 49.604                 |
| Bătălia pentru distrugerea navei de reîncărcare începe și atât Adama cât și Cain fac plauri pentru a prelua comanda celuilalt. Adama oprește asasinatul pe care-l ordonase asupra lui Cain, dar aceasta este omorâtă în cele din urmă de o clonă Cylon care se afla prizonieră pe Pegasus și care a fost eliberată de vicepreședintele coloniilor.   |              |                                                    |                      |                                                             |                    |                        |
| 26 | 13           | „Epiphanies Revelații. Pace cu Cylonii”            | Rod Hardy            | Joel Anderson Thompson                                      | 20 ianuarie 2006   | 49.598                 |
| Roslin este pe moarte din cauza cancerului. Între timp un grup de civili doresc ca flota să facă pace cu Cylonii, distrugând și o navă rafinărie. |              |                                                    |                      |                                                             |                    |                        |
| 27 | 14           | „Black Market Piață Neagră”                        | James Head           | Mark Verheiden                                              | 27 ianuarie 2006   | 49.597                 |
| Moartea noului comandant al navei Pegasus duce la o investiție a căpitanului Apollo în ceea ce privește piața neagră din cadrul flotei. |              |                                                    |                      |                                                             |                    |                        |
| 28 | 15           | „Scar Cicatrice”                                   | Michael Nankin       | David Weddle & Bradley Thompson                             | 3 februarie 2006   | 49.593                 |
| Starea mentală a lui Starbuck este pusă sub semnul întrebării atunci când piloții de pe Galactica sunt vânați de un Cylon raider experimentat cunoscut sub porecla "Cicatricea". |              |                                                    |                      |                                                             |                    |                        |
| 29 | 16           | „Sacrifice Sacrificiu”                             | Rey Villalobos       | Anne Cofell Saunders                                        | 10 februarie 2006  | 49.590                 |
| Teroriștii i-au ostatici la bordul navei Cloud 9, cerând să le fie predat Cylon de la bordul navei Galactica. |              |                                                    |                      |                                                             |                    |                        |
| 30 | 17           | „The Captain's Hand Mâna căpitanului”              | Sergio Mimica-Gezzan | Jeff Vlaming                                                | 17 februarie 2006  | 49,584                 |
| Apollo și Starbuck se luptă cu noul comandor neexperimentat de pe Pegasus în timp ce Roslin trebuie să ia o decizie politică controversată. |              |                                                    |                      |                                                             |                    |                        |
| 31 | 18           | „Downloaded Un nou început”                        | Jeff Woolnough       | Bradley Thompson & David Weddle                             | 24 februarie 2006  | 49.579                 |
| Roslin și Adama se gândesc ce să facă cu hibridul Cylon/Uman. Între timp, Caprica-Șase și Boomer sunt descărcate și renasc pe Caprica. |              |                                                    |                      |                                                             |                    |                        |
| 32 | 19           | „Lay Down Your Burdens (Partea 1) Misiune 2 Alpha” | Michael Rymer        | Ronald D. Moore                                             | 3 martie 2006      | 49.579                 |
| În pragul alegerilor prezidențiale, descoperirea unei noi planete locuibile într-o nebuloasă poate întoarce soarta alegerilor. Între timp, Starbuck conduce o echipă pe Caprica pentru a salva luptătorii din rezistență. |              |                                                    |                      |                                                             |                    |                        |
| 33 | 20           | „Lay Down Your Burdens (Partea a 2-a)”             | Michael Rymer        | Anne Cofell Saunders & Mark Verheiden                       | 10 martie 2006     | 49.550                 |
| Numărul Unu le spune oamenilor că atacul lor asupra oamenilor a fost o greșeală și că dă omenirii un răgaz. Majoritatea flotei și civilii se așează pe Noua Caprica, în timp ce Galactica și Pegasus patrulează pe orbită. După un an flota Cylonilor se întoarce, iar flota Colonială fuge. Noul președinte se predă în fața forțelor invadatoare.  |              |                                                    |                      |                                                             |                    |                        |

## Producție și primire
În urma succesului primului sezon de 13 episoade, Sci-Fi Channel a comandat un al doilea sezon de 20 de episoade la 23 februarie 2005. Sezonul a avut premiera în Statele Unite pe canalul Sci-Fi la 15 iulie 2005, având premiera în Marea Britanie, Irlanda și Canada în ianuarie 2006. În toamna anului 2005, transmisia celui de-al doilea sezon a fost oprită, Sci-Fi Channel procedând la fel ca și cu serialul Stargate, planul fiind să se  împartă un sezon de 20 episoade în două părți (un "sezon de iarnă" și un "sezonul de vară" fiecare cu 10 episoade), pentru a evita concurența puternică a marilor rețele de televiziune care împart sezoanele în două părți, un "sezon de primăvară, altul de toamnă". Universal Home Video s-a folosi de această pauză ca o oportunitate de a vinde episoadele difuzate până în prezent într-un set de DVD-ul, numindu-l "Sezonul 2.0". Ultimul episod din prima jumătate a sezonului, "Pegasus", a fost inițial cu 15 minute prea lung pentru a fi difuzat, dar potrivit creatorului serialului Ronald Moore, echipa de producție a decis să taie din episod. Versiunea mai lungă a episodului "Pegasus" apare pe pachetul de DVD-uri Battlestar Galactica sezonul 2.5, care a fost lansat în SUA la 19 septembrie 2006. Rețeaua britanică Sky nu a contribuit financiar la al doilea sezon, deși în Marea Britanie a fost menționat numele acestei companii la sfârșitul fiecărui episod.
A doua jumătate a sezonului ("Sezonul 2.5") a început să fie difuzată la 6 ianuarie 2006, după o pauză de trei luni, în cursul căreia Sci-Fi Channel a dus o campanie intensă de publicitate. Battlestar Galactica a primit aprecieri considerabile din partea criticii din presa mainstream, inclusiv fiind numit spectacolul # 1 din 2005 de către revista Time și a apărut în  numeroase liste cu cele mai bune zece emisiuni TV din 2005 și 2006, liste editate de către publicații cum ar fi Chicago Tribune, Entertainment Weekly, Newsday și TV Guide. De asemenea, Institutul American de Film a numit Battlestar Galactica ca fiind unul dintre cele cele mai bune zece spectacole de televiziune din 2005. Au existat și unele critici potrivit cărora câteva episoade care urmează după "Învierea navei, Partea a 2-a" nu se aseamănă [calitativ și narativ] cu episoadele anterioare, cum ar fi episodul "Black Market", lucru pentru care chiar și Ron Moore și-a exprimat un oarecare dispreț. Moore a declarat pe blogul său că a simțit acest lucru ca pe un rezultat al volumului de muncă mai mare, fiind vorba de douăzeci de episoade în loc de cele treisprezece ale primului sezon. Cu toate acestea, episodul 15, "Scar", a fost gândit astfel încât să aducă serialul înapoi la nivelul său ridicat al calității, iar  episoadele ulterioare "The Captain's Hand", "Downloaded" precum și finalul sezonului în două părți "Lay Down Your Burdens" au fost salutate deopotrivă de fani și de critici. Moore și-a exprimat speranța că pauza lungă dintre sezoanele doi și trei (șapte luni în loc de două) îl va ajuta să se asigure că toate episoadele vor avea un nivel ridicat de calitate, nivel pe care echipa de productie s-a străduit să-l mențină.

## Premii
Câștigate
- 2005 Saturn Award for Best Syndicated/Cable Television Series
- 2005 Saturn Award for Best Supporting Actor on Television – James Callis
- 2005 Saturn Award for Best Supporting Actress on Television – Katee Sackhoff
- 2006 Scream Award for Best Television Show
- 2006 Spacey Awards for Best Television Show
- 2005 Visual Effects Society Award for Outstanding Animated Character in a Live Action Broadcast Program, Commercial, or Music Video (Cylon Centurion in "Fragged")

Nominalizări
- 2006 ALMA Award for Outstanding Actor in a Television Series – Edward James Olmos
- 2006 Emmy Award for Outstanding Special Visual Effects for a Series ("Resurrection Ship, Part 2")
- 2006 Emmy Award for Outstanding Costumes for a Series ("Lay Down Your Burdens, Part 2")
- 2006 Emmy Award for Outstanding Single-Camera Sound Mixing for a Series ("Scattered")
- 2006 Hugo Award for Best Dramatic Presentation, Short Form ("Pegasus")
- 2005 Saturn Award for Best Supporting Actor on Television – Jamie Bamber
- 2005 Saturn Award for Best Television Release on DVD (Season 2.0)
- 2005 Visual Effects Society Award for Outstanding Animated Character in a Live Action Broadcast Program, Commercial, or Music Video (Cylon in "Valley of Darkness")

## Lansare pe discuri
Sezoanele 2.0 și 2.5 au fost lansate pe DVD în Regiunea 1 la 20 decembrie 2005 și respectiv 19 septembrie 2006, respectively. Sezonul complet a fost lansat pe disc Blu-ray în Regiunea 1 la 6 aprilie 2010. Sezonul complet a fost lansat pe DVD în Regiunea 2 la 28 august 2006 și în Regiunea 4 la 4 aprilie 2007.
Pachetul DVD cu sezonul 2.0 include primele 10 episoade ale sezonului 2. Ca bonus conțiune comentariile podcast ale creatorului serialului Ronald D. Moore, comentarii pentru 7 din cele 10 episoade, un podcast pentru "Fragged" nu a fost înregistrat, în timp ce pentru episoadele "Flight of the Phoenix" și "Pegasus" nu au fost înregistrate la timp pentru a fi incluse pe DVD-uri, dar apar pe site-ul oficial. De asemenea conține scene șterse din 9 episoade și o scurtă prezentare comercială a sezonului 2.5.  Pachetul DVD cu sezonul 2.5 DVD include ultimele 10 episoade ale sezonului 2, plus versiunea lungă de  o oră a episodului "Pegasus". Ca bonus include comentariile podcast ale lui Moore pentru toate cele 10 episoade; comentariile sale fiind însoțite de cele ale scriitorilor David Weddle și Bradley Thompson la "Scar", ale soției sale Terry Dresbach la "Lay Down Your Burdens, Partea 1" și ale producătorului executiv David Eick la "Lay Down Your Burdens, Partea a 2-a". Moore și Eick oferă comentarii audio și pentru versiunea extinsă a episodului "Pegasus", care au fost produse special pentru DVD. De asemenea include scene șterse din 8 episoade, 7 videobloguri ale lui David Eick și o colecție de logouri R&D care apar la sfârșitul fiecărui episod.